# Cleveland Metroparks Zoo

Cleveland Metroparks Zoo est un zoo situé à Cleveland, dans l'État de l'Ohio aux États-Unis. Le zoo est de 165 acres (66,8 ha) et est divisé en différentes zones: la forêt tropicale, la savane africaine, du Nord Trek, l'aventure australienne, et les primates, félins, et l'aquarium. Le Zoo Metroparks a la plus grande collection de primates en Amérique du Nord. Il est doté de Monkey Island, une île de béton où une population importante de singes Colobus sont conservés dans de libre-gamme conditions. Le Zoo de Cleveland et sa forêt tropicale accueillent plus de 3000 animaux (avec plus de 80 espèces protégées). Le zoo est une partie du Cleveland Metroparks système.
Le Zoo de Cleveland Metroparks a été fondée en 1882, ce qui en fait le septième plus vieux zoo aux États-Unis. Il est le plus populaire au long de l'année attraction dans le nord-Ohio (par la fréquentation des Indians de Cleveland ont été les plus populaires en attraction Northeast Ohio en 2007 avec un total de la fréquentation 2275911). Le Zoo a annoncé que 1227593 personnes ont visité en 2007. Cela représente une hausse de 2 % de la fréquentation à partir de 2006. Le Zoo de crédits a augmenté sa popularité à spéciaux et des évènements tels que « Boo au Zoo », « dinosaures! » et « TOUCH! incroyable rayons et les requins.